# T’N’T
T'N'T je pražská hudební dvojice. Zpočátku šlo o experiment dvou zpěváků, kteří se za doprovodu akustické kytary nebojí putovat napříč žánry - zejména folkem, blues a gospelem s odkazy na pop 60. let, rock'n'roll, rhythm and blues ale i třeba bluegrassovou hudbu.

## Obsazení
- Tereza Bečičková – zpěv
- Tomáš Ludvíček – zpěv, kytara, mandolína

Tereza a Tomáš společně vystupují od července 2003 po pražských klubech – Balbínova poetická hospůdka, Salmovská literární kavárna, Rybanaruby, Podsklepeno či Globe. Od té doby odzpívali řadu koncertů nejen v Praze, ale i v Liberci, Řevnicích, Čáslavi, Brně a dalších městech. Třikrát  se probojovali z konkursu Zahrady na stejnojmenný festival v Náměšti na Hané (2004, 2005, 2006). Z finále soutěže v roce 2004 si odnesli pomyslnou bramborovou medaili za čtvrté místo. Probojovali  se také do finále pražské soutěže Notování pod Vyšehradem v roce 2005. Mimo Zahradu  se objevili také na řadě dalších letních festivalů – Folková růže v Jindřichově Hradci, Valdštejnské slavnosti ve Frýdlantu, Slunovrat v Pardubicích, Setkání na Konopišti. Několikrát se zúčastnili i benefičních vystoupení a nezapomenutelným zážitkem pro skupinu byl recitál ve věznici v Jiřicích.
V říjnu a prosinci 2003 natočili průřez svého repertoáru na své první demo CD. Od té doby  každým rokem zachytili demo verze jejich nových skladeb pro potřeby pořadatelů.
V současné době tvoří většinu písní T'N'T na koncertech skladby, které vznikly buď přímo pro skupinu nebo s  autorským přispěním Terezy Bečičkové a Tomáše Ludvíčka. Doplňuje je řada gospelů, písně irského písničkáře Donovana a občas i přepracované popové melodie zejména z 60. let – mezi nimi i několik duet o lásce. Projekt autorsky podpořil hudební skladatel Jiří Kadeřábek. Jeho skladby Jak vraný kůň, Motouz a Stíny zařazujeme na většinu vystoupení. Pod skladbami dua T'N'T jsou podepsáni také Milena Jakoubková, Michal Koudelka, Ondřej Vozár, Jindra Škrna, Jan Krůta nebo Karel Vágner.
Skupina vystupuje také na svatebních obřadech s písněmi o lásce. V současnosti nemá žádná pravidelná místa pro setkávání s naším publikem, o to je to vždy pestřejší. K pestrosti přispívají i zajímaví hosté – pozvání na koncert v minulosti přijali Jiří Suchý, Jan Krůta, Jiří Žáček, Irena Budweiserová, Karel Vágner, Václav Dušek nebo Martha Elefteriadu. V poslední době si skupina zve hlavně hudební přátele. Od léta 2006 k doprovodu písniček kromě kytary a perkusí využíváme také mandolíny. 
V říjnu 2018 skupina natočila ve studiu ZZ Records 13 spirituálů a gospelů.

## Diskografie
- Going Home, 2018